# Excirolana chilensis
Excirolana chilensis is een pissebed uit de familie Cirolanidae. De wetenschappelijke naam van de soort is voor het eerst geldig gepubliceerd in 1912 door Harriet Richardson.